# Аптека Доброго Дня
Аптека Доброго Дня — аптечна мережа України, що була заснована у 2006 році. За показником обігу коштів в 2021 році компанія увійшла в топ-10 найбільших аптечних мереж країни. Станом на 2023 рік в активі компанії понад 700 аптек в 59 містах України, в яких працює понад 2 000 співробітників і щомісяця відвідує в середньому 800 тис. клієнтів.

## Історія компанії
Перша аптека «Доброго Дня» була відкрита у Києві 28 серпня 2006 року. В цьому ж році для стабілізації роботи мережеві аптеки започатковують асоціацію ГС «Аптечна професійна асоціація України».
Мережа почала активно розширюватись в 2008 році, тоді на кінець року працювало вже 126 аптек у різних регіонах України. Це стало можливим завдяки відкриттю нових філій і купівлі вже існуючих мереж.
У 2015 році в мережі працював проєкт «Твій лікар в аптеці», який дозволяв отримати експрес-консультацію спеціаліста в самій аптеці.
Станом на 2016 рік компанія нараховувала 146 торгових точок.
З 2017 року «Аптека Доброго Дня» приєдналась до державної програми «Доступні ліки».
У 2020 році асортимент аптек розширюється за рахунок європейських брендів косметики виробів. Під час пандемії COVID-19 за перший робочий тиждень карантину «Аптека Доброго Дня» увійшла в топ-3 найпопулярніших магазинів. Коли з квітня 2020 року була дозволена онлайн-торгівля і поштова доставка медикаментів, мережа «Аптека Доброго Дня» почала надсилати товари як партнер компанії «Нова пошта».
З початком повномасштабного вторгнення росії в Україну в 2022 році «Аптека Доброго Дня» відкрила максимальну кількість своїх філій — задля попередження гуманітарної кризи. Станом на 7 березня 2022 року працювало 144 аптеки компанії. З 8 березня 2022 року клієнти «Аптеки Доброго Дня» могли зняти готівку в філіях мережі на суму до 6 тис. грн. До кінця 2022 року «Аптека Доброго Дня» реставрувала і наново відкрила свої точки в Ірпені, Бучі, Дніпрі та Харкові.
У 2023 році компанія відкрила 90 нових точок, станом на 2024 рік мережа має 730 аптек в 59 містах України.
У 2024 році група компаній «Аптека Доброго Дня» отримала нагороду «Лідер галузі». Церемонія нагородження галузевих лідерів за версією журналу «ТОП-100. Рейтинги найбільших».
ТОВ «Аптека Доброго Дня» на 90% належить кіпрській компанії «Фармінвест Холдінгз Лімітед», а 10% — ТОВ «Фармастор». Кінцевим бенефіціарним власником є Ігор Червоненко .

### Антимонопольне розслідування щодо поглинання D.S.
У березні 2025 року Антимонопольний комітет України розпочав розгляд справи щодо набуття компанією «Фарма-Сіті», пов'язаною з власником «Аптеки Доброго Дня» Ігорем Червоненком, контролю над аптечною мережею D.S. через поглинання компаній «Маркет Універсал ЛТД», «Макрус ЛТД» і «Медобори Фарм».
Угода передбачала отримання контрольного пакету у мережі D.S. (380 аптек), що в поєднанні з «Аптекою Доброго Дня» (738 аптек) мало б створити одну з найбільших аптечних мереж України.
Розслідування спрямоване на оцінку потенційного впливу концентрації на конкуренцію на фармацевтичному ринку України та можливих наслідків для споживачів.